# DUN-14
DUN-14 em inglês "Distribution Unit Number" é o código de barras de 14 dígitos utilizados em container, caixas de transporte, paletes, etc e permite comerciantes, varejistas e atacadistas a verificação e baixa de múltiplas unidades de produto de uma só vez. Ex: Um achocolatado é vendido em um mercado para consumidores por unidade, e carrega um código de barras EAN-13, porém esse achocolatado é vendido para o mercado em caixas contendo 100 unidades. Essas caixas contendo 100 unidades de achocolatados irão carregar o código de barras DUN-14.
Também conhecido de: SCC-14, GTIN-14, ITF-14, DUN-14 esse tipo de Código de Barras está sendo utilizado cada vez mais no mercado Brasileiro.
O código DUN-14 é usado para indicar o envio de múltiplas unidades do produto ao estoque do lojista. O código de barras EAN-13 é um código único de 13 dígitos do produto que permite o varejista a comercializar as unidades individuais do produto ao consumidor final no ponto de venda (PDV).  

## Como são feitos os Códigos de Barras DUN-14?
Os Códigos de Barras DUN-14 são feitos através dos Códigos de Barras EAN-13 dos produtos que serão transportados dentro das caixas. Cada caso requere uma aplicação diferente, e por isso é muito importante fazer seus Códigos de Barras DUN-14 com aplicativos seguros, caso você tenha conhecimento no assunto, ou contrate uma empresa especializada para fazer este serviço.